# Azúr jégmadár
Az azúr jégmadár (Ceyx azureus) a madarak osztályának szalakótaalakúak (Coraciiformes) rendjébe és a jégmadárfélék (Alcedinidae) családjába tartozó faj.

## Rendszerezése
A fajt John Latham angol természettudós írta le 1801-ben, az Alcedo nembe Alcedo azurea néven.

## Alfajai
- Ceyx azureus azureus - Ausztrália keleti és délkeleti része
- Ceyx azureus affinis (Gray, GR, 1861) - a Maluku-szigetek északi része
- Ceyx azureus diemenensis(Gould, 1846) - Tasmania
- Ceyx azureus lessonii (Cassin, 1850) - Aru-szigetek, Új-Guinea és a D'Entrecasteaux-szigetek
- Ceyx azureus ochrogaster (Reichenow, 1903) - Új-Guinea északi része és az Admiralitás-szigetek
- Ceyx azureus ruficollaris (Bankier, 1841) - Ausztrália északi rész [2]

## Előfordulása
Ausztrália, Indonézia és Pápua Új-Guinea területén honos. Természetes élőhelyei a szubtrópusi és trópusi mangroveerdők, síkvidéki és hegyi esőerdők, valamint tengerpartok, torkolatok, lápok, mocsarak, tavak, folyók és patakok környéke, valamint városi régiók.

## Megjelenése
Testhossza 18 centiméter, szárnyfesztávolság 25–29 centiméter, testtömege 31–35 gramm.
|  |

## Életmódja
Főleg kisebb halakkal, rákfélékkel és bogarakkal táplálkozik.

## Természetvédelmi helyzete
Az elterjedési területe rendkívül nagy, egyedszáma ugyan csökken, de még nem éri el a kritikus szintet. A Természetvédelmi Világszövetség Vörös listáján nem fenyegetett fajként szerepel.